# Julius Kugy
Julius Kugy (Gorizia, 1858. július 19. – Trieszt, 1944. február 5.) szlovén-osztrák-olasz hegymászó és író. Főleg német nyelven írt. Hegyi utazásairól szóló könyveiről ismert, ezekben kifejezi a kapcsolatot az ember, a természet és a kultúra között. Egész életében ellenezte a nacionalista ideológiákat az észak-adriai térségben, és a szláv, olasz és német népek közti békéért küzdött.

## Életrajza
Julius Kugy (olvasd: Kugi) Goriziában született a Habsburg Birodalomban (ma: Olaszországban). Apja karintiai szlovén (eredeti vezetékneve Kogej), anyja a szlovén költő, Jovan Vesel Koseski legidősebb lánya volt. Julius többnyelvű környezetben nőtt föl. Már fiatalkorában folyékonyan beszélte Gorizia és Gradisca régiók nyelveit: a szlovént, olaszt, németet és a friulánt. A nyarakat apjával töltötte, annak szülőfalujában, Arnoldsteinben Karinthiában, ahol érdeklődni kezdett a természet és a hegyek iránt.
A német nyelvű trieszti gimnáziumba járt, majd érettségije után a Bécsi Egyetemen jogot végzett, 1882-ben. Miután visszatért Triesztbe, átvette a vezetést a Pfeifer & Kugy vállalatban, amelynek apja volt társalapítója.
Felderítette a Keleti-Alpok nagy részét, és a Júliai-Alpoknak szentelte hegymászói pályája zömét, ahol felfedezett és megjelölt több mint 50 új hegyi utat. Helybeli vezetők segítségével megmászott több addig nem meghódított csúcsot, többek között a Škrlaticát és a Jôf di Montasiót.
A hegymászáson kívül Kugy érdeklődött sok más téma iránt, mint pl. az irodalom, botanika és a zeneművészet. Megkísérelte megfejteni, honnan ered a titokzatos Scabiosa trenta virág, amelyet Belsazar Hacquet írt le, és amelyről később Anton Kerner von Marilaun bebizonyította, hogy valójában a Cephalaria leucantha egy példánya, amely a Balkán-félszigeten közönséges, és csak véletlenül képezett egy izolált kis szigetet az Alpokban. Barátjával, Albert Bois de Chesne-nel botanikus kertet alapított Bovechez közel. Triesztben két amatőr zenetársaság, a Filharmonikus Társaság és a Palestrina Kórus alapítói között volt. Továbbá egy orgonát adományozott a trieszti mechitarista templomnak.
Amikor Olaszország szembefordult az Osztrák-Magyar Monarchiával (1915), Kugy önkéntesnek jelentkezett az osztrák-magyar hadseregbe, de nem viselt fegyvert, hanem tanácsadóként dolgozott. Az Isonzói csatákban kitüntette magát hegymászói tudásával és tapasztalatával, amiért végül hadnaggyá léptették elő. A caporettói áttörés után leszerelték.
A háború után bezárta vállalatát, és idejét az írásnak és tanításnak szentelte szlovén és német földön.
A második világháború alatt több szlovén alpinistát megmentett a dachaui koncentrációs táborból, és a szlovén partizánokkal működött együtt Triesztben, ahol 1944-ben, nyolcvanötéves korában, kolerában meghalt. A városi temetőben nyugszik.

## Kugy hegymászásai
1871-ben mászott először a Triglavra. Ezek után következett: Kanjavec 1877, Škrlatica 1880 a Vrata völgyből, Triglav és Bavški Grintavec a Trenta völgyéből. 1881-82-ben fölmászott a Triglavra az északi oldalról, a híres menedékhelyen keresztül, melyet ma Kugy menedéknek hívnak. Ebben az évben megmászta a Jalovecet is a Trenta völgyből. 1884-ben a Veliki Nabojs került sorra. 1885-ben megmászta a Razort az északi oldalról. 1886-ban a Visoka Bela špica (Cima Alta di Riobianco) következett. 1887-ben a Škrlaticát az északi oldalról, 1890-ben a Prisojnik északi oldalát mászta meg. 1891-ben felfedezte a nyugati utat a Jôf Fuart csúcsra, 1893-ban pedig a keletit is. 1902-ben fölmászott a Jôf di Montasio csúcs nagyon nehéz északi oldalán. Ugyanabban az évben ő volt az első, aki télen felmászott a Kaninra. 1905-ben még két nagy siker: téli mászás a Montažra, valamint felfedezte az északi utat a Višre. Ezen kívül számos más hegyen volt ő az első, aki megmászta.

## Irodalmi munkája és befolyása
Henrik Tuma mellett a Júliai-Alpok modern hegymászásának apjának tartják. Több könyvet írt tapasztalatairól, melyekben humanista ideáljait fejti ki, valamint a természet iránti szeretetét. Művei hatására külön hegy-irodalmi irány fejlődött ki a szlovén irodalomban. Többek között a következő írókra és költőkre volt hatással: Klement Jug, Vladimir Bartol, Igor Škamperle és Dušan Jelinčič. Volt némi befolyása a trieszti olaszul beszélő irodalmi körökre is, többek között Gianni Stuparich, Claudio Magris, Livio Isaak Sirovich, Marco Albino Ferrari és Paolo Rumiz művészetére hatott.
A Trenta völgyben emlékmű áll a tiszteletére, a Vršiči úthoz közel, Jakob Savinšek műve. Számos hegyi utat neveztek el róla.

## Fő írásai
- Aus dem Leben eines Bergsteigers („A hegymászó élete”. München, 1925)
- Arbeit, Musik, Berge („Munka, zene, hegyek”. München, 1931)
- Die Julischen Alpen im Bilde („A Júliai-Alpok képekben”. Graz, 1933)
- Anton Ditzinger, ein Bergführerleben („Anton Ditzinger: egy hegyi vezető élete”. Graz, 1935)
- Fünf Jahrhunderte Triglav („A Triglav öt évszázada”)
- Im göttliche Lächeln des Monte Rosa („A Monte Rosa isteni mosolya”)
- Aus vergangener Zeit („A múlt időkből”. Graz, 1943)